# Rasiguères
Rasiguères en francés y oficial, Rasiguèras en occitano , es una localidad y comuna francesa, situada en el departamento de Pirineos Orientales, región de Languedoc-Rosellón e histórica de Fenolleda, en una zona vinícola conocida especialmente por los Vinos de Rasiguères
Sus habitantes reciben el gentilicio de rasiguérans en francés.

## Demografía
| 221 | 228 | 152 | 162 | 165 | 168 |
| Para los censos de 1962 a 1999 la población legal corresponde a la población sin duplicidades (Fuente: INSEE [Consultar]) |     |     |     |     |     |